# Episteme sumbana
Episteme sumbana är en fjärilsart som beskrevs av Rothschild 1897. Episteme sumbana ingår i släktet Episteme och familjen nattflyn. Inga underarter finns listade i Catalogue of Life.